# Paul Mesnier
Paul Mesnier (3 de agosto de 1904 – 7 de julio de 1988) fue un director, guionista y actor cinematográfico de nacionalidad francesa.
Su nombre completo era Paul Antoine Mesnier. Nació en Saint-Étienne, Francia y falleció en París.

## Filmografía
Director
- 1937 : Le Chemin de lumière
- 1938 : La Belle revanche
- 1941 : Le Valet maître
- 1942 : Patricia
- 1943 : Fou d'amour
- 1947 : La Kermesse rouge
- 1952 : Poil de carotte
- 1956 : Bébés à gogo
- 1957 : Une nuit aux Baléares
- 1960 : Le Septième jour de Saint-Malo
- 1962 : Cargo pour la réunion

Actor
- 1950 : Olivia, de Jacqueline Audry
- 1950 : Casablanca, de Georges Péclet
- 1951 : Ils étaient cinq, de Jack Pinoteau
- 1953 : C'est arrivé à Paris, de Henri Lavorel y John Berry
- 1966 : Triple Cross, de Terence Young